# 弘前城雪燈籠まつり
弘前城雪燈籠まつり（ひろさきじょうゆきどうろうまつり）は、青森県弘前市で開催される弘前四大まつり（弘前さくらまつり、ねぷた、弘前城菊と紅葉まつり、本祭）のひとつである冬祭り。
弘前市により所有・管理されている弘前公園で開催され、「みちのく五大雪まつり」の一つである。園内は幻想的な雰囲気に包まれる。

## 概要
毎年2月中旬に開催。園内には約150基のねぷた絵をはめ込んだ雪燈籠や、約300基のミニカマクラが並ぶ。雪燈籠は企業・学校などの団体や市民の手によって作られている。また、メイン会場の四の丸には陸上自衛隊弘前駐屯地による歴史的建築物などの大雪像や大型滑り台などが作られ、ステージではさまざまなイベントが開かれる。夜間特別照明は16時30分頃から21時まで。
雪燈籠やミニカマクラにろうそくがともり、弘前城天守閣などもライトアップされる。かつては氷像の展示もあった。また、12月から2月末までは弘前エレクトリカルファンタジーが開催されており、園内周辺の街路樹のイルミネーションや追手門広場などの洋館・文化財のライトアップが行われる。

## 歴史
- 1977年（昭和52年）- 第1回が開催される。
- 2006年（平成18年）- 第30回目を迎える。

## 見どころ
- ミニカマクラ
- 大型滑り台
- 大雪像
- 雪だるま
- 大カマクラ
- 弘前城天守閣
- 打ち上げ花火